# Viens
Viens is een gemeente in het Franse departement Vaucluse (regio Provence-Alpes-Côte d'Azur) en telt 491 inwoners (1999). De plaats maakt deel uit van het arrondissement Apt.

## Geografie
De oppervlakte van Viens bedraagt 35,2 km², de bevolkingsdichtheid is 13,9 inwoners per km².
De onderstaande kaart toont de ligging van Viens met de belangrijkste infrastructuur en aangrenzende gemeenten.

## Demografie
Onderstaande figuur toont het verloop van het inwonertal (bron: INSEE-tellingen).

## Afbeeldingen

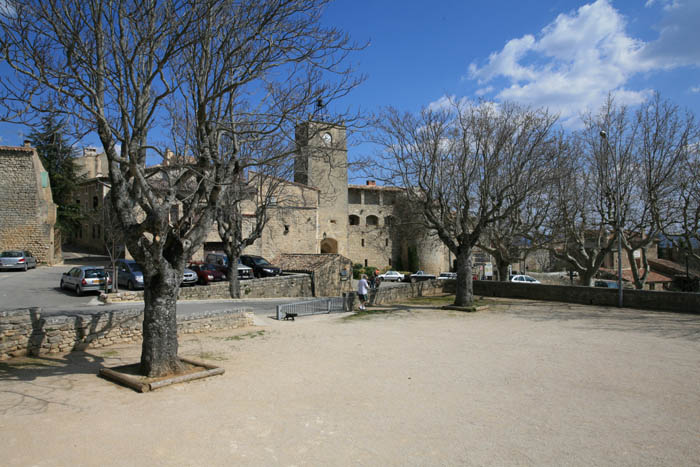
Centrum
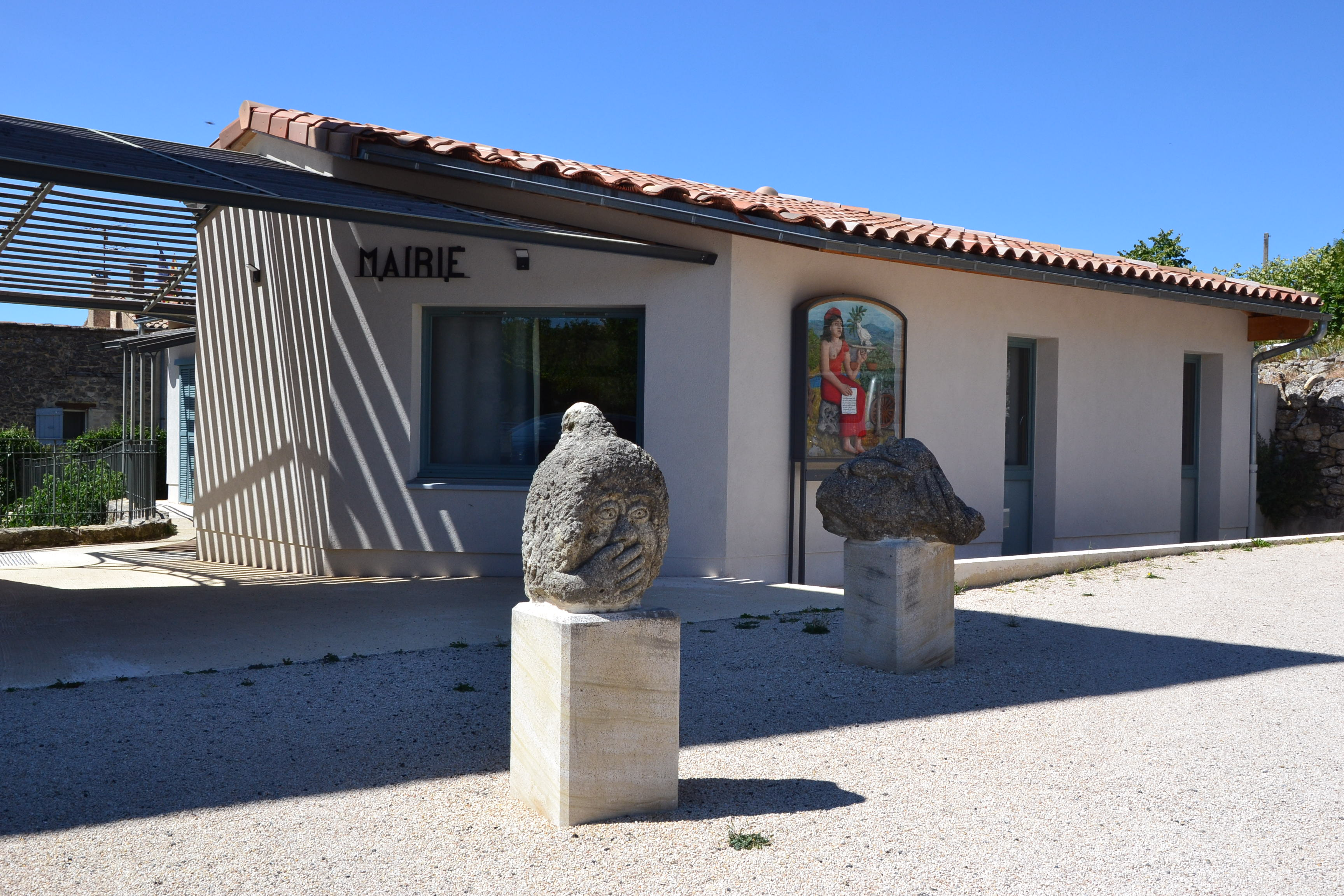
Gemeentehuis
Landschap bij Viens